# Jana Bellin
Jana Bellin foi um jogadora de xadrez da Tchecoslováquia e Inglaterra com diversas participações nas Olimpíadas de xadrez tendo conquistado um total de quatro medalhas. Participou das edições de 1966 a 1996, excetuando 1974, e da edição de 2006. Na edição de 1966 conquistou a medalha de prata no segundo tabuleiro e na edição seguinte em 1969 a de bronze por equipes no primeiro tabuleiro reserva. A partir de 1972 competiu pela Inglaterra, conquistando a medalha de prata individual e por equipes em 1976.